# 東条国氏
東条 国氏（とうじょう くにうじ、生年不詳 - 文明8年（1476年）9月）は室町時代の武将。三河守護細川成之の守護代を務めた。近江守。

## 概要
東条氏は阿波国へ移住した武田氏の庶流で、同国守護職を相伝した細川氏と主従関係を結び、守護代に任じられるまでになった一族である。三河南部の幡豆郡に勢力を持つ足利氏一門の東条吉良氏との血縁関係はない。
三河国は、一色義貫が足利義教に誅殺されるまでの四代およそ60年にわたり一色氏が守護職を相伝しており、義貫誅殺の功により守護職を得た細川持常に反発する勢力も存在し、細川氏支配の妨げとなっていた。嘉吉元年（1441年）9月には、持常の守護代が土一揆により追放され、文安元年（1444年）閏6月には、京都において一色氏のもとで三河守護代を務めた氏家氏による叛乱未遂事件が起き、持常が鎮圧している。宝徳元年（1449年）の持常没後は、甥の成之が三河守護職を継承したが、一方、義貫の子である一色義直も、三河回復を悲願としており、長禄4年（1460年）頃までに三河のうち渥美郡分郡守護職を得て一族の一色政照を郡代として派遣して統治させている。東条国氏はこのように三河を巡る細川氏と一色氏の対立が継続する中、三河守護代に就任している。
応仁元年（1467年）に始まる応仁の乱では、東条国氏は当初、三河の軍勢を率いて上洛し、相国寺の戦い（応仁元年10月3日）で畠山政長とともに一色義直勢を攻撃している。しかし、東海地方は三河を挟む尾張・遠江両国が西軍の斯波義廉の領国であり、一色義直の弟一色義遠も領国である尾張国知多郡に軍勢を集結、三河侵攻を伺うなど、西軍優勢の地であった。東軍の将今川義忠に対しては、幕府より政所執事伊勢貞親を介して、細川成之・東条国氏と協力して遠江に攻め込むよう応仁年間より命令があったと伝えられる。このような情勢から、時期は未詳ながら東条国氏も三河確保の命を受け、下国して合戦指揮を執るようになった。
文明8年9月12日、京都へ東条国氏自害の報がもたらされる。三河の一色勢との合戦に敗れたためと見られ、この報を受けて、京都では細川成之が一色義直館へ攻め込むという風説が流れた。更に翌文明9年（1477年）9月には、国氏の後継者と考えられる東条修理亮が、京都屋敷を一色義直に攻められ、一族郎党300人とともに奈良へ没落するという事件が起こる。この事件では、義直の要請により、修理亮討伐の御教書が足利義政より発給されたといわれ、面目を失った主君成之は、幕府出仕を止めてしまった。同年11月の和睦により応仁の乱は終結するが、その後も一色・細川の対立はやまず、堀を新たに掘るなど合戦準備に余念がなかった。三河で一色時家が討たれたのもこの年であり、細川方の反撃かと思われる。時家の討ち死ににより拠点が失われたこともあり、結局、翌文明10年（1478年）2月27日に、義直が三河を放棄するという誓書を足利義政に提出し、細川成之は幕府に再出仕し衝突は回避された。しかし、三河については、これ以降守護が任命されたという史料が存在せず、新興勢力である松平氏や戸田氏の台頭が著しく、周辺諸国に先駆けて戦国時代に突入したと見られている。